# Puerta de la Claustra (Segovia)
La puerta de la Claustra o arco de la Claustra es una antigua puerta ubicada en la ciudad española de Segovia.

## Descripción

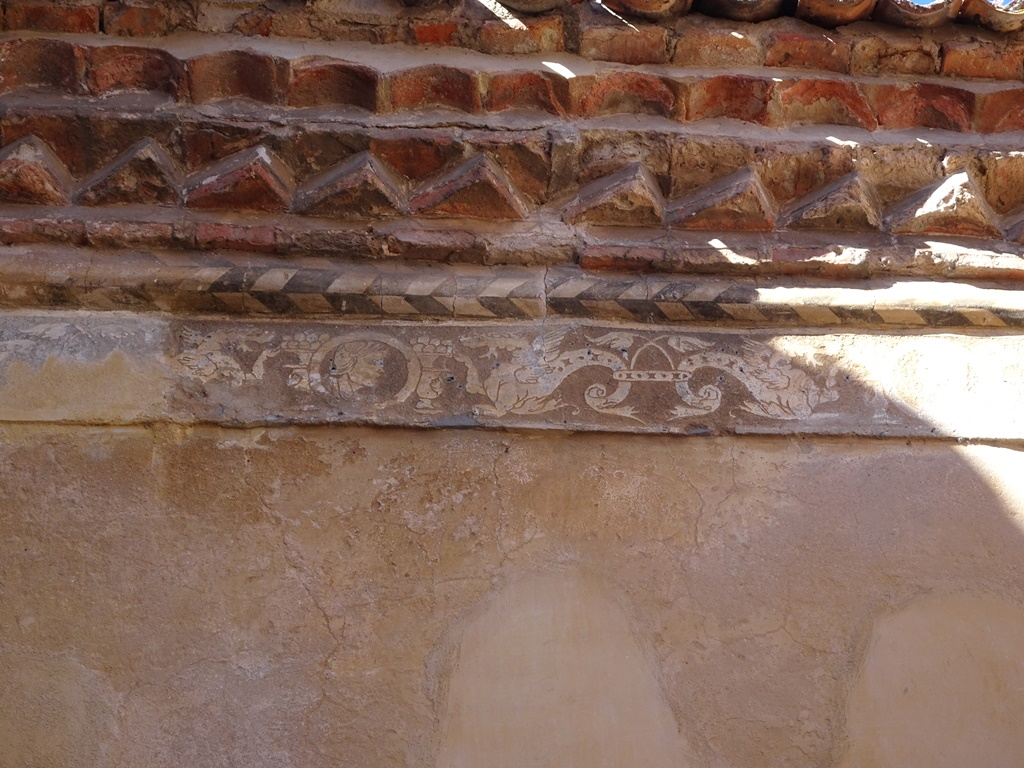
Esgrafiado renacentista

La puerta está situada en la calle de Velarde y servía de acceso al rabal segoviano de la Claustra o de las Canonjías, residencia de los canónigos catedralicios hasta 1570. Es la única que queda de las tres puertas que cerraron el rabal, ocupando la parte entre la antigua catedral y el alcázar de Segovia.
Muy dañada en el sitio de la ciudad comunera por parte de las tropas reales en 1520, se construyó en el mismo lugar una nueva puerta donde hoy está. Conserva restos de esgrafiado renacentista. Hoy en día consta de dos puertas. La de derecha fue abierta a principios del siglo XX en estilo neorrománico.